# Lista de recordes da MLB considerados inquebráveis

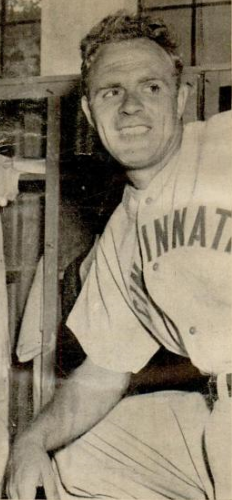
O recorde de Johnny Vander Meer com dois jogos no-hitter seguidos tem sido descrito como "o mais inquebrável de todos os recordes no beisebol" por LIFE.

Os recordes da Major League Baseball descritos a seguir são geralmente considerados improváveis de serem quebrados. Foi compilado de várias fontes, incluindo colunistas esportivos, jogadores e fãs. Muitos deles foram inicialmente alcançados ou por ocorrências incomuns ou durante as primeiras décadas do beisebol sob certas regras, técnicas e fundamentos que, desde então, evoluíram drasticamente, os fazendo quase impossíveis de serem replicados nos jogos atuais.

## Recordes em arremessos

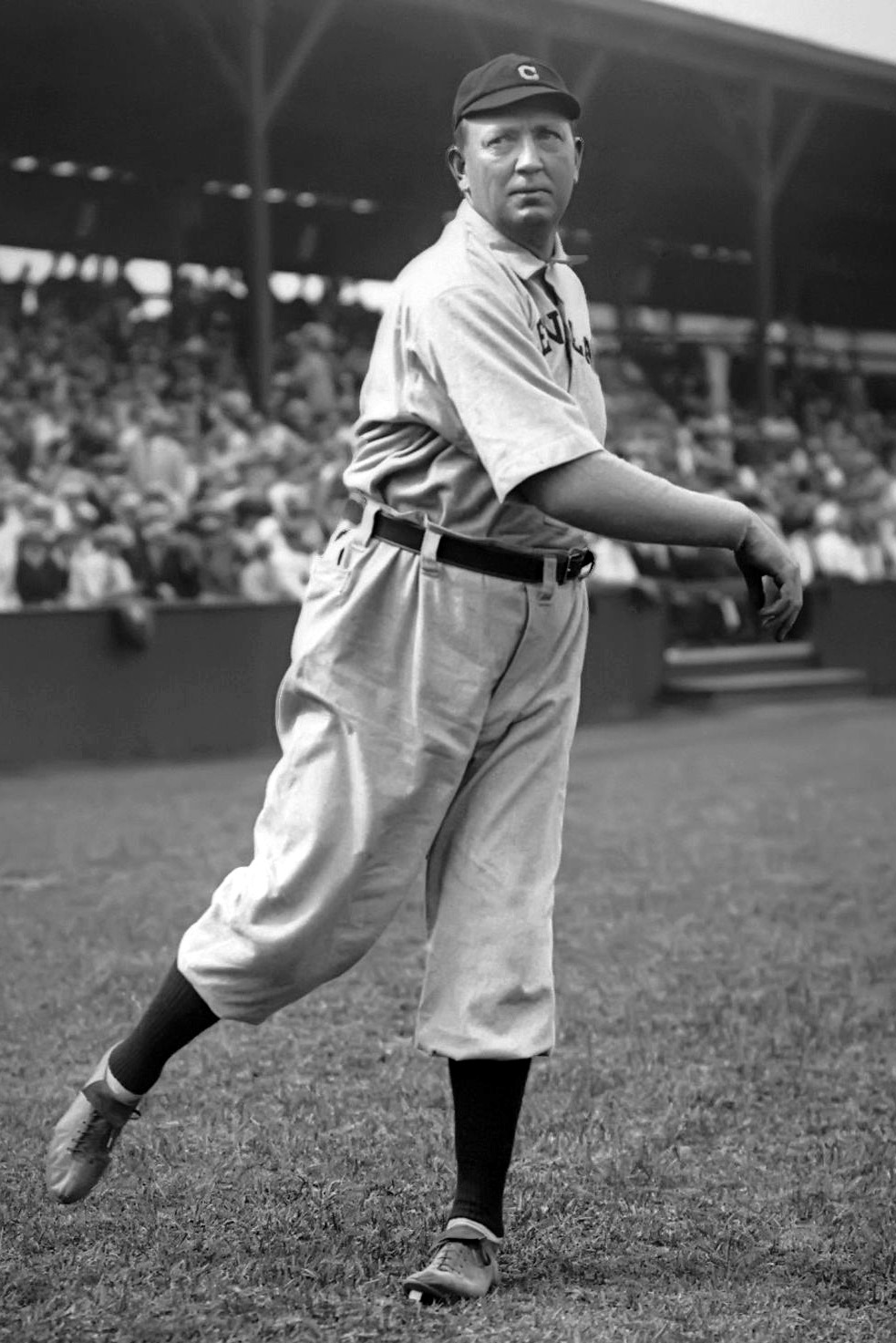
Cy Young detém os recordes de vitórias e jogos completos. Muitos colunistas esportivos consideram este recordes inquebráveis.

### Maior número de vitórias na carreira – 511
Conseguido por Cy Young entre 1890–1911. Pontos altos deste recorde incluem cinco temporadas com 30 vitórias e quinze temporadas com 20 vitórias. O jogador mais próximo desta marca é Walter Johnson com 94 vitórias a menos com total de 417; foi o único jogador a ter atingido 400 vitórias. O maior número de vitórias por um arremessador pós-1920 é Warren Spahn com 363.
Para um jogador realizar tal façanha, teria que ter uma média de 25 vitórias durante 20 temporadas apenas para chegar às 500. Nos últimos 33 anos, apenas 3 arremessadores: Ron Guidry em 1978, Steve Stone em 1980 e Bob Welch em 1990, tiveram um temporada com 25 vitórias. Entre 2000 e 2009, o líder da Major League terminou cada ano com uma média de 21. Até maio de 2016 o jogador mais vitorioso em atividade é Bartolo Colon de 43 anos com 223  vitórias.

### Maior número de vitórias em uma temporada – 59
Conseguido por Charles Radbourn em  1884. A maioria dos arremessadores nos dias atuais começam em 30–35 jogos por temporada, assim não começam em jogos suficientes para quebrar o recorde. O maior número de jogos começados por um arremessador na temporada de 2014 foi 34, fato conseguido por seis arremessadores. Significa que mesmo que um arremessador vencesse cada um dos jogos neste cenário, ainda faltariam 25 vitórias para empatar o recorde de Radbourn. Para colocar este recorde em uma perspectiva adicional, o último arremessador a vencer 30 jogos em uma temporada foi Denny McLain em 1968 e o último arremessador a vencer 25 jogos em uma temporada foi Bob Welch em 1990. Além disso, o maior número de vitórias em uma temporada no século XXI foi 24 por Randy Johnson em 2002 e Justin Verlander em 2011; nenhum outro arremessador neste período tem mais do que 22 vitórias em uma temporada.

### Maior número de jogos completos na carreira – 749
Conseguido por Cy Young entre 1890–1911. Pontos altos deste recorde incluem: nove temporadas com 40  jogos completos, dezoito temporadas com 30 jogos completos e completando 92% do seu total de jogos iniciados na carreira (81,5%). O jogador mais próximo é Pud Galvin que tem 103 jogos completos a menos com 646. Entre os arremessadores cujas carreiras foram inteiramente jogadas na era da bola viva, o maior é Warren Spahn com 382.
Para um jogador atingir tais números, teria que uma média de 30 jogos completos por 25 temporadas para chegar à 750. Entre 2000 e 2009, os líderes da Major League em jogos completos tiveram média de 8 por temporada e somente um arremessador no século XXI obteve 10 jogos completos em uma temporada (James Shields, 11 jogos completos em 2011). O jogador ativo mais próximo destes números é CC Sabathia de 34 anos e 38 jogos completos.

### Maior número de jogos completos em uma temporada – 75
O recorde de 75 pertence à Will White em 1879; o recorde na era moderna é de 48 alcançado por Jack Chesbro em 1904. A revista Sports Illustrated comentou sobre este recorde: "Mesmo se considerarmos a época da bola viva (que começou em 1920), esta marca ainda seria intocável." O maior número de jogos completos na fase da bola viva em uma temporada foi 33 alcançado por Grover Cleveland Alexander em 1920 e Burleigh Grimes em 1923. De acordo com a revista, arremessadores modernos tem a expectativa de iniciarem 34 jogos em uma temporada. 

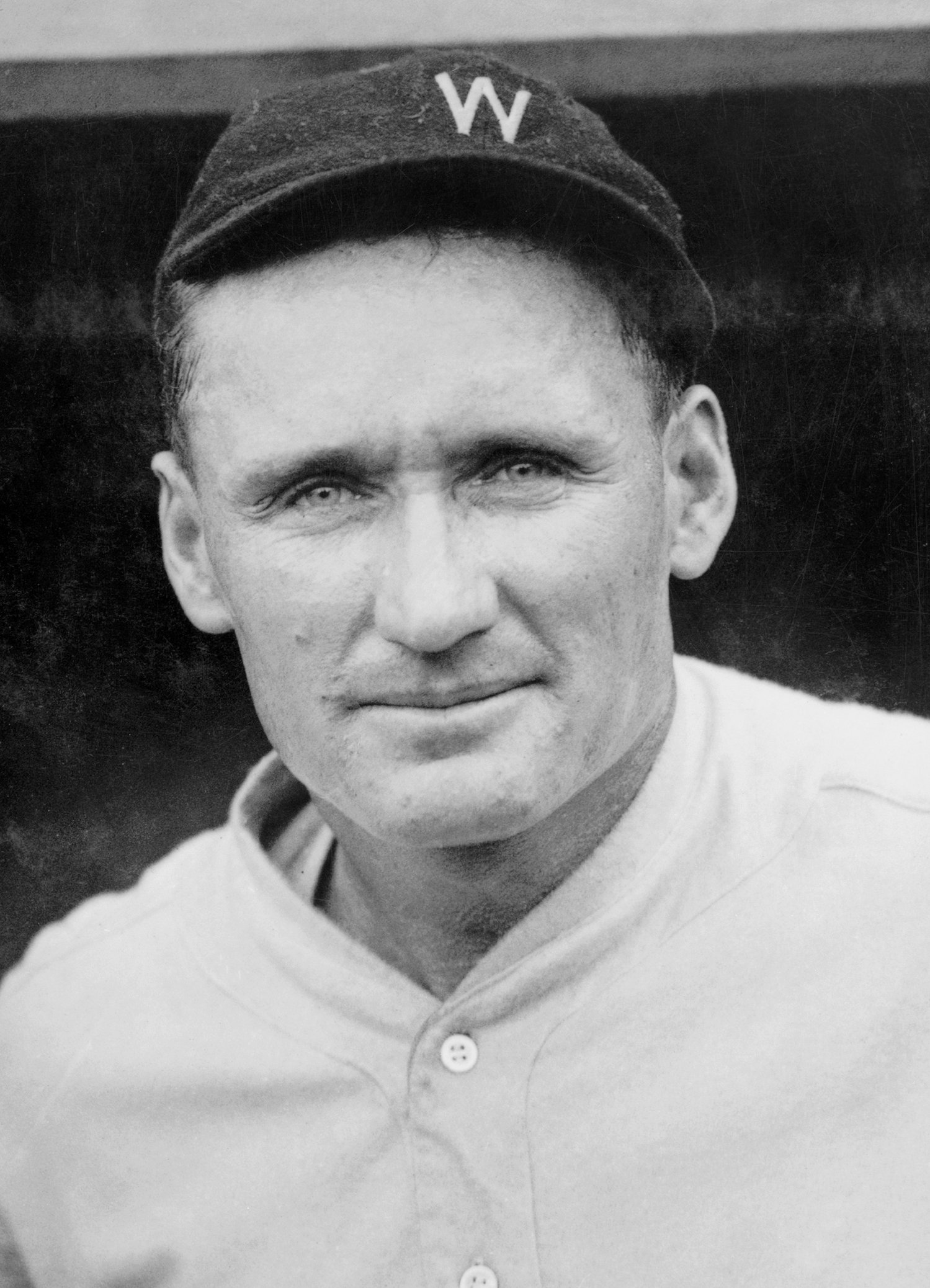
Walter Johnson tem o maior número de shutouts, um recorde improvável de ser quebrado.

### Maior número de jogos sem permitir pontuação do time oponente (shutout) na carreira – 110
Conseguido por Walter Johnson entre 1907–27. Pontos altos incluem: onze temporadas com 6 shutouts e liderança na liga em shutouts por 7 vezes. O jogador mais próximo é Grover Cleveland Alexander, que tem  20 shutouts a menos com 90. Sendo o caso de vitórias na carreira e jogos completos, Warren Spahn detém o recorde entre os arremessadores cuja carreira inteira aconteceram durante a época da bola viva, com 63.
Para um jogador empatar o recorde de Johnson, ele teria que arremessar 5 shutouts cada temporada por 22 anos. Entre 2000 e 2009 o líder em shutouts na Major League terminou cada ano com uma média de 4. O jogador em atividade mais próximo é Clayton Kershaw com 15.

### Maior número de jogos no-hitter consecutivos – 2
Conseguido por Johnny Vander Meer em 11 e 15 de Junho de 1938. Apesar de deter este recorde, seu cartel foi negativo com 119 vitórias e 121 derrotas. A perspectiva de um arremessador quebrar este recorde arremessando três jogos no-hitters consecutivos é tão inimaginável que a revista  LIFE o descreve como "o mais inquebrável de todos os recordes de beisebol." Ewell Blackwell é o jogador mais próximo de empatar com Vander Meer, com um no-hitter e mais oito entradas sem rebatidas; feito alcançado em 1947. Em 1988, Dave Stieb do Toronto Blue Jays teve dois jogos em que permancedeu sem rebatedores oponentes atingir bases com dois eliminados na nona entrada; ambas partidas tiveram rebatidas simples frustrando o arremessador. Entre 2000 e 2009, 20 jogos no-hitters foram conseguidos e o jogador mais próximo no século XXI foi R.A. Dickey, que em 2012 arremessou para 2 jogos consecutivos com apenas um rebatedor.

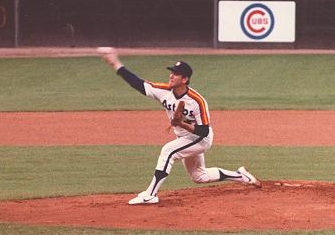
Nolan Ryan detém o recorde em no-hitters na carreira, strikeouts e walks. Dado o fato que ele arremessou por 27 anos na MLB, todos os três recordes são considerados por muitos cronistas esportivos como sendo improváveis de serem ultrapassados.

### Maior número de jogos no-hitter na carreira – 7
Conseguido por Nolan Ryan entre 1966–93. Sandy Koufax é o segundo com 4 no-hitters. Nenhum outro arremessador conseguiu mais do que três no-hitters. Entre 2000 e 2009 houve 20 no-hitters. Somente  33 arremessadores conseguiram 2 ou mais no-hitters e dos 19 ainda ativos que conseguiram tal façanha, apenas cinco conseguiram mais do que um (Homer Bailey, Mark Buehrle, Tim Lincecum, Justin Verlander e Max Scherzer conseguiram dois no-hitters cada).

### Maior número de strikeouts na carreira – 5714
Conseguido por Nolan Ryan entre 1966–93. Pontos altos incluem: seis temporadas com 300 strikeouts, 15 temporadas com 200 strikeouts e liderança em strikeouts na liga por 11 vezes. Para alcançar este recorde, Ryan jogou o maior número de temporadas (27) na história da MLB.
O maior próximo jogador é Randy Johnson que tem 839 strikeouts a menos com 4875. Johnson é também o último arremessador com uma temporada com 300 strikeouts (alcançando este número por 4 temporadas consecutivas, de 1999–2002). Para um jogador se aproximar deste recorde, ele teria que ter uma média de 225 strikeouts por 25 temporadas apenas para chegar a 5625. Conseguindo a média de 250 strikeouts por 23 temporadas o tornaria o novo recordista com 5750. Entre 2000 e 2009 o líder da Major League em strikeouts terminou cada ano com uma média de 287, e mesmo esta média é distorcida com grandes temporadas com alto número de strikeouts conseguidos por Randy Johnson e Pedro Martinez no começo da década (apenas um arremessador ultrapassou os 270 strikeouts desde 2004, Yu Darvish em 2013 com 277). O jogador ativo mais próximo é Sabathia com 2603 strikeouts.

### Maior número dewalksna carreira – 2795
Conseguido por Nolan Ryan entre 1966–93. Ryan terminou com 50% a mais walks do que qualquer outro arremessdor na história. O mais próximo é Steve Carlton com 1833.

### Maior número desalvamentosna carreira – 652
Conseguido por Mariano Rivera entre 1995–2013. Pontos altos incluem 15 temporadas consecutivas com 25 ou mais salvamentos, 9 temporadas consecutivas com 30 ou mais salvamentos e 15 temporadas com 30 ou mais salvamentos (todos três são recordes). Depois de Trevor Hoffman, que se aposentou com 601 salvamentos na carreira, o próimo jogador em salvamentos é  Lee Smith com 478.
Para um jogador alcançar o recorde de Rivera, ele teria que ter uma média de 35 salvamentos por 17 temporadas consecutivas apenas para chegar a 595 salvamentos ou 40 salvamentos por 15 anos consecutivos para chegar aos 600. Até maio de 2016, o mais próximo jogador ativo desta marca é Francisco Rodriguez, de 34 anos com 400 salvamentos.

## Recordes em rebatidas

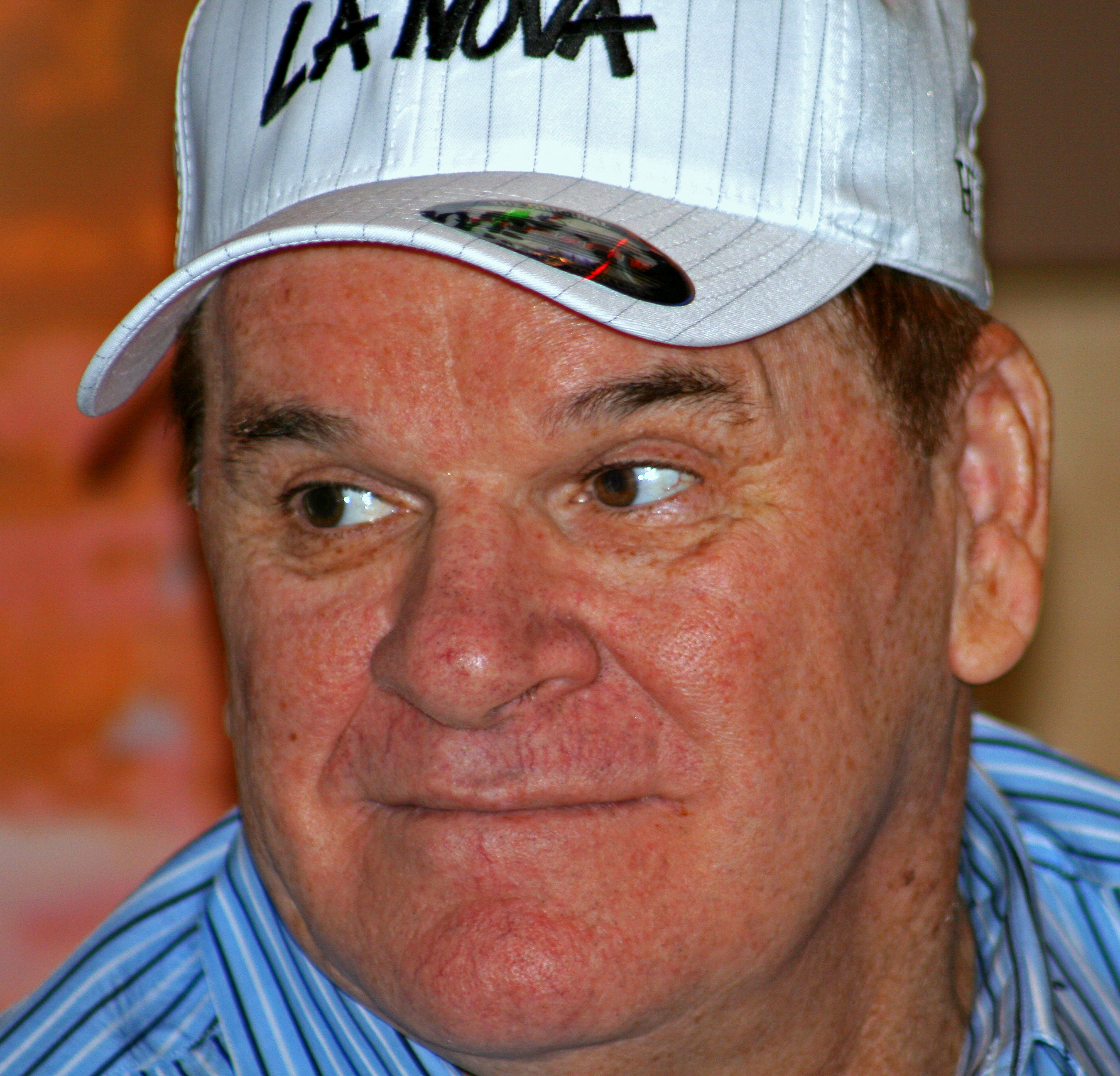
O recorde de Pete Rose com 4256 rebatidas é considerado inultrapassável.

### Maior número de rebatidas na carreira – 4256
Conseguido por Pete Rose entre 1963–86. Com a aposentadoria de Derek Jeter no final da temporada de 2014 com 3465 rebatidas, o jogador ativo líder da MLB é Alex Rodriguez de 49 anos que tem 3084 rebatidas até maio de 2016. Para chegar próximo ao recorde de Rose, um jogador teria que conseguir 250 rebatidas por 17 temporadas consecutivas, ou mais de 200 rebatidas no curso de 21 temporadas. Nos últimos 81 anos, apenas Ichiro Suzuki ultrapassou 250 rebatidas em uma temporada (com 262 em 2004). Até maio de 2016, Ichiro tinha 2960   rebatidas na MLB e 1278 rebatidas na  liga japonesa para um total combinado, não oficial, de 4238. Ao mesmo tempo,  Miguel Cabrera (41 anos) tem 2386 rebatidas ao longo de 14 temporadas; ele teria que ter uma média de 183 rebatidas em 11 temporadas adicionais (ou 201 rebatidas por mais 10 temporadas adicionais) para quebrar o recorde.

### Maior número de temporadas consecutivas com 200 rebatidas – 10
Conseguido por Ichiro Suzuki que atingiu esta marca entre 2001–10. Ichiro se juntou ao Seattle Mariners vindo da Nippon Professional Baseball com 27 anos, vencendo os prêmios de novato do ano e MVP de 2001 da American League, e conseguindo também o título em rebatidas de 2001 e 2004, liderando a AL em rebatidas em sete temporadas (2001, 2004, 2006–10) e quebrando o recorde de George Sisler que permanecia por 84 anos de maior número de rebatidas em uma temporada em 2004 com 262 rebatidas. O jogador mais próximo é Willie Keeler que tinha 8 temporadas consecutivas com 200 rebatidas que ocorreu quase um século antes, na época da bola morta. Dois jogadores tiveram 200 ou mais rebatidas em 2014: (José Altuve e Michael Brantley), mas nenhum jogador da MLB teve mais que 200 rebatidas em 2013 (o que não acontecia em uma temporada desde 1990). Dee Gordon conseguiu 205 e José Altuve conseguiu 200 rebatidas em 2015.

### Maior número de rebatidas triplas na carreira – 309
Conseguido por  Sam Crawford entre 1899–1916. O jogador mais próximo desta marca é Ty Cobb, que teve 14 triplas a menos com 295. Por causa das mudanças no estilo de jogo e condições de campo que começaram por volta de 1920 e continuaram até o presente, da época da bola morta até a época da bola viva, o número de rebatidas triplas diminuiu visivelmente. Entre os rebatedores cujas carreiras ocorreram inteiramente na época da bola viva, o líder em triplas é Stan Musial com 177.
Para um jogador ameaçar o recorde de Crawford, ele teria que ter uma média de 15 triplas durante 20 temporadas apenas para chegar às 300. Entre 2000 e 2009 o líder em triplas da Major League finalizou cada ano com uma média de 17. O jogador ativo mais próximo é Carl Crawford com 123.

### Maior número de rebatidas triplas em uma temporada – 36
Conseguido por Chief Wilson em 1912. Apenas dois outros jogadores tiveram mais que 30 triplas em uma temporada: (Dave Orr com 31 em 1886 e Heinie Reitz com 31 em 1894), enquanto o mais próximo que alguém chegou no século XX desde que Wilson alcançou o recorde é 26, feito conseguido por Sam Crawford (1914) e Kiki Cuyler (1925). Apenas seis rebatedores tiveram 20 triplas nos últimos 50 anos: George Brett (20 em 1979), Willie Wilson (21 em 1985), Lance Johnson (21 em 1996), Cristian Guzmán (20 em 2000), Curtis Granderson (23 em 2007) e Jimmy Rollins (20 em 2007).

### Maior número degrand slamsem uma entrada – 2
Conseguido por Fernando Tatís em 1999. Somente doze outros jogadores já conseguiram rebater dois grand slams em um único jogo. Entretanto, quebrar este recorde significaria rebater três grand slams em uma única entrada. Mais de 50 jogadores já rebateram dois home runs em uma única entrada, mas nenhum jogador da MLB rebateu três home runs em uma entrada.  Contudo, um jogador da Texas League, Gene Rye do Waco Cubs, atingiu tal feito rebatendo três home runs em uma única entrada em 6 de Agosto de 1930.

### Maior média em rebatidas na carreira – 36,6

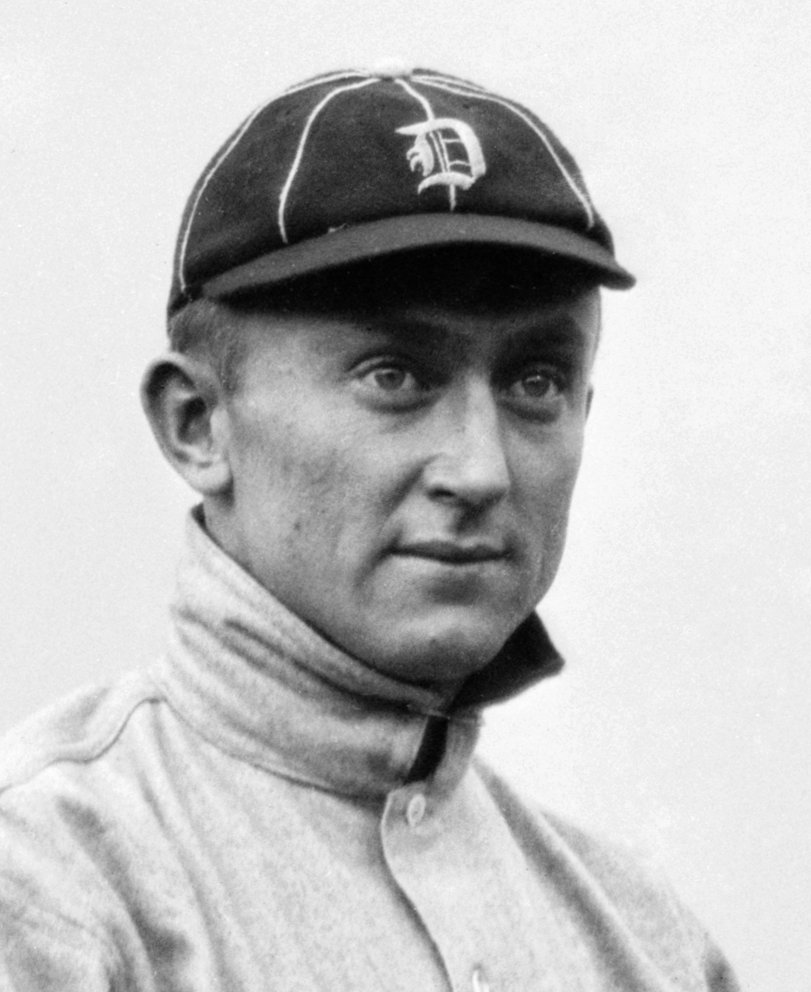
A média em rebatidas de Ty Cobb na carreira de 36,6 é vista como inquebrável.

Conseguido por Ty Cobb em 1928 após iniciar sua carreira em 1905. Pontos altos deste recorde incluem: três temporadas com 40%, nove temporadas com 38%, liderança na liga por 11 vezes em média de rebatidas. Cobb conseguiu rebater 32,3% em sua temporada final aos 41 anos de idade. O jogador mais próximo é Rogers Hornsby que teve uma média de rebatidas de 35,8%; a carreira de Hornsby ocorreu tanto na era da bola morta como na era da bola viva, com a maioria sendo na era da bola viva. Existem apenas 3 jogadores com uma média de rebatidas na carreira acima de 35%, e a maior média entre estes jogadores que jogaram suas carreiras inteiramente na era da bola viva é Ted Williams com 34,4%. Desde 1928, em apenas 46 temporadas houve um rebatedor com média de 36,6% e somente Tony Gwynn atingiu tal marca por quatro vezes, finalizando sua carreira com média de 33,8%.  O jogador em atividade com a maior média de rebatidas é Miguel Cabrera com 32,12%.

### Maior média em bases (OBP) – 48,2
Conseguido por Ted Williams de 1939 até 1960. Williams, o último homem a rebater 40% em uma temporada da MLB (40,6% em 1941), ganhou seis títulos em rebatidas da Liga Americana, duas Tríplices Coroas e dois prêmios  MVP. Terminou sua carreira com 521 home runs e uma média em rebatidas de 34,4%. Williams atingiu estes números e honrarias apesar de perder quase cinco temporadas completas devido ao serviço militar e contusões. O jogador mais próximo em OBP ba carreira é Babe Ruth com 47,4%.
Desde a aposentadoria de Williams, apenas quatro jogadores tem uma média em bases acima de 48,2% em uma temporada, com Barry Bonds o único a conseguir tal façanha mais de uma vez. Bonds terminou sua carreira com uma média em bases de 44,4%; o líder entre os jogadores ainda ativos é Joey Votto com 42,34%.

### Maior sequência de rebatidas – 56 jogos
Conseguido por Joe DiMaggio em 1941. Pontos altos neste recorde incluem uma média de 40,4 em rebatidas e 91 rebatidas válidas. O feito histórico de DiMaggio é uma aberração estatística em sua improbabilidade que o  sabermétrico Stephen Jay Gould a chamou de "a coisa mais extraordinária que já aconteceu nos esportes americanos". O jogador mais próximo é Willie Keeler, que teve uma sequência de 45 jogos com rebatidas válidas por 2 temporadas. Existem apenas seis jogadores com sequências de 40 rebatidas válidas, o mais recente ocorrendo em 1978, quando Pete Rose rebateu por 44 jogos consecutivos. Isto também marca a única vez desde 1941 em que um jogador alcançou uma sequência de 40 jogos com rebatidas. Desde 1900, nenhum outro jogador, além de DiMaggio, rebateu em 55 de 56 jogos e nenhum jogador ativo (2011), mesmo somando-se suas duas maiores sequências de rebatidas, conseguiu atingir 56 jogos. A improbabilidade da sequência de DiMaggio ser quebrada tem sido atribuída ao aumento do uso de bullpen (banco de reservas) e relievers. Depois da rebatida no 56º jogo, DiMaggio conseguiu um walk no jogo posterior e mais uma sequência de 16 jogos com pelo menos um rebatida.

## Outros recordes

### Maior número de partidas jogadas consecutivamente – 2632
Conseguido por Cal Ripken, Jr. entre 1982–98. O jogador mais próximo é Lou Gehrig, que teve uma sequência na Major League Baseball de 502 jogos a menos que o recorde com 2130. O terceiro na lista é Everett Scott, cuja sequência foi de 1307 jogos, menos da metade do toal de Ripken. Apenas sete jogadores já jogaram mais do que 1000 partidas consecutivas. Para um jogador se aproximar desta marca, teria que jogar todos os 162 jogos em uma temporada por 16 anos, apenas para chegar a 2592 jogos.
Como relatado pela revista LIFE, "ninguém chegou perto, nem chegará." É importante notar, entretanto, que antes do recorde de Gehrig ser quebrado por Ripken em 1995, era o recorde de Gehrig que era considerado inquebrável. Em sua edição de 1988 do livro "The Baseball Abstract", o autor Bill James afirma (página 203) que "...o recorde de Gehrig é vulnerável precisamente porque características humanas como determinação e a habilidade de jogar com dor podem ser aplicadas para quebrá-lo... Eu espero que o recorde de Gehrig (2130) seja quebrado durante minha vida".  Naquele tempo, Ripken estava mais de sete anos longe do recorde.

### Maior número debases roubadasna carreira – 1406
Conseguido por Rickey Henderson entre 1979–2003. Pontos altos deste recorde incluem: três temporadas com 100 bases roubadas, treze temporadas com 50 bases roubadas e liderança na liga em roubo de bases 12 vezes. O jogador mais próximo é Lou Brock, com 468 bases roubadas a menos. com 938. De acordo com a revista LIFE, o recorde de bases roubadas é provavelmente inquebrável, pois é difícil imaginar que um jogador, hoje em dia, "até mesmo tente" tantos roubos." Para um jogador se aproximar do feito de Henderson, ele teria que ter uma média de 70 bases roubadas por 20 temporadas apenas para chegar a 1400. Entre 2000 e 2009, o líder da Major League em bases roubadas terminou cada ano com média de 64. O jogador ativo mais próximo é Ichiro Suzuki com 500 bases roubadas.

### Maior número deJogo das Estrelas da Major League Baseballjogados – 25
Conseguido por Hank Aaron entre 1954–76. Aaron esteve em todos Jogo das Estrelas da Major League Baseball exceto em duas ocasiões, durante as 23 temporadas em que jogou nas ligas maiores (seu ano de estreia foi em 1954 e sua última temporada em 1976). Os únicos jogadores cujas carreiras começaram após 1976 a jogar 25 temporadas da MLB foram Rickey Henderson, que apareceu em 10 Midsummer Classic, e Jamie Moyer, que apareceu em um Jogo das Estrelas. O jogador ativo com mais jogos no Jogo das Estrelas é Alex Rodriguez, que tem 14 aparições em Jogos das Estrelas em 21 temporadas.

### Maior número de vitórias, derrotas e jogos como técnico – 3731, 3948 e 7755
Conseguido por Connie Mack, que se aposentou em 1950. Mack gerenciou o Philadelphia Athletics por 50 anos até a idade de 87 anos, parcialmente ajudado pelo fato de ser também o proprietário do time. O técnico mais próximo de Mack em jogos como técnico e derrotas é Tony La Russa (com 5097 e 2365, respectivamente). John McGraw é o segundo em vitórias com 2763. Nenhum técnico em atividades está no top 15 em nenhuma dessas categorias. O técnico em atividade mais próximo é Bruce Bochy (69 anos) que tem 1702 vitórias, 1682 derrotas e 3384 jogos como técnico.

### Maior número de derrotas fora de casa em uma temporada - 101
Os Cleveland Spiders de 1899 atualmente detém o recorde da MLB pelo maior número de derrotas fora de casa com 101. A menos que a temporada tenha mais jogos, sob as regras atuais da MLB, nenhuma equipe pode jogar mais de 81 jogos fora de casa em uma única temporada, o que significa que é impossível quebrar o recorde. A equipe também detém o recorde de mais derrotas em uma única temporada MLB (com 134), que é tecnicamente possível de  quebrar, mas nenhuma equipe chegou a menos de 15 derrotas desta marca desde o Detroit Tigers de 2003.
Dois outros fatores contribuem para a singularidade deste recorde do Spiders:
- Em 1899, os proprietários foram autorizados a possuir mais de uma equipe e, no caso do Spiders, os proprietários também tinham o St. Louis Perfectos. Acreditando que é fosse mais lucrativo ter uma boa equipe em St. Louis, os melhores jogadores do Spiders de 1898 foram dados ao Perfectos em troca de seus jogadores menos desejáveis. Hoje, as regras da MLB proíbem um único proprietário possuir mais de uma equipe, de modo que este acordo não poderia acontecer.

- Equipes de beisebol eram muito mais dependentes de receitas de bilheteira para ganhar dinheiro naquela época do que são hoje, de modo que a temporada avançava e a plateia em Cleveland encolheu em comparação com as perdas de montagem, os visitantes potenciais se recusariam a fazer a viagem para Cleveland, uma vez que não lhes permitiria recuperar as despesas da viagem. Assim, o Spiders foram forçados a mudar vários de seus jogos em casa para os estádios de seus adversários (após 1º de Julho, que só jogaram oito jogos em casa o resto da temporada), dando-lhes a oportunidade de 101 derrotas fora de estrada (contra 11 vitórias). Hoje em dia, uma vez que os fluxos de receita da MLB são muito mais numerosos do que eram em 1899 (bem como o acordo coletivo de trabalho, permitindo alguma forma de partilha de receitas) é extremamente improvável que uma equipe decida desistir de viajar para um estádio específico por motivos financeiros. Somente em circunstâncias atenuantes jogos em casa são movidos - tais como quando o 4ª reunião de cúpula do G20 forçaram o Toronto Blue Jays a mudar seus jogos de 2010 contra os Philadelphia Phillies para Filadélfia, embora para propósitos de anotação, o Jays foram ainda classificados como o "time da casa".